# Jean Jaurès

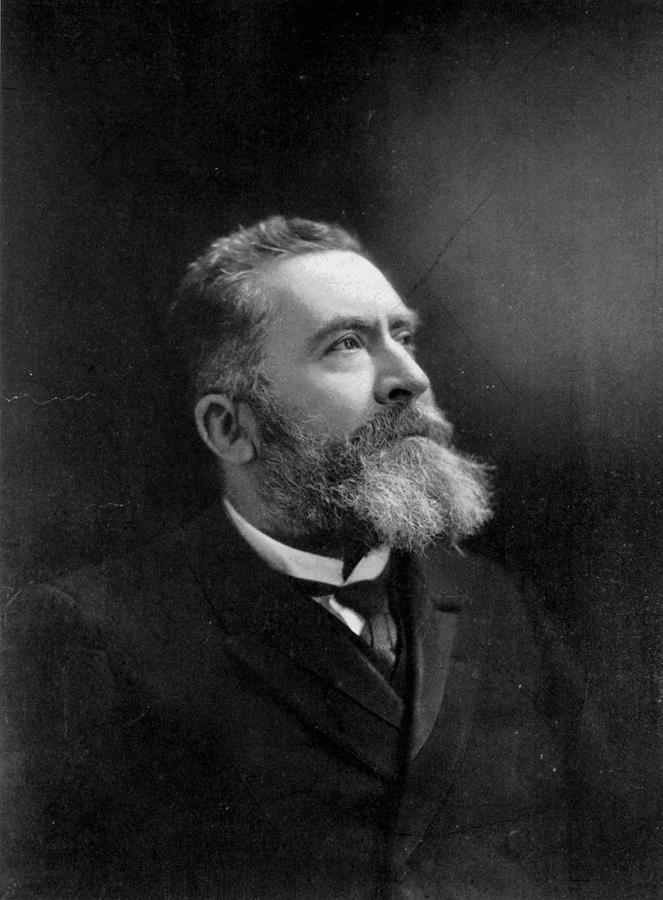
Jean Jaurès 1911.

Jean Léon Jaurès, född 3 september 1859 i Castres, Tarn, död (mördad) 31 juli 1914 i Paris, var en fransk socialistisk ledare och antimilitarist.

## Biografi
Jaurès fick en bred humanistisk och starkt klassiskt betonad utbildning, han var ett par år lärare vid lyceet i Albi och därefter föreläsare vid universitet i Toulouse. Deputerad 1885, lät Jaurès inskriva sig i den radikala vänstern. Redan vid den tiden visade han stort intresse för arbetarfrågor och socialismen och gjorde sig känd genom sin vältalighet. Sedan han fallit igenom vid valen 1889, återupptog han sin föreläsningsverksamhet i Toulouse. 1890 anslöt han sig till socialistiska partiet. På nytt deputerad 1893-98 och från 1902, tog han betydande del i kammardebatterna om Georges Boulanger och Panamaaffären samt ingrep med kraft till försvar av Dreyfus i Dreyfusaffären och lyckades förmå socialistiska partiet att verka för dennes sak. Genom att 1902 stödja Émile Combes' regering åstadkom han den sammanhållning mellan kammarens vänstergrupper, som blev känd som "blocket", och hoppades därigenom kunna uppnå fördelar för arbetarklassen. En tid var han vicepresident i kammaren. Jaurès såg i socialismen en fullkomning av demokratin, som innebar en demokratisering även på ekonomins område. Han lyckades 1901 ena flertalet av de socialistiska partierna i Frankrike under namnet Parti socialiste français. Vid internationella kongressen i Amsterdam 1904 hävdade han rätten för socialisterna i varje land att själva bestämma sin taktik och, där de så fann lämpligt, genom samarbete med övriga republikanska partier föra en aktiv politik, motsatsen till den tidigare obstruktionspolitiken.
Han överröstades av August Bebel, Jules Guesde och Édouard Vaillant, vilka genomdrev antagandet av motionen från Dresdenkongressen, vilken fördömde "varje politik innebärande eftergifter för den rådande ordningen". Lojalt fogade sig Jaurès i beslutet, men hans världspolitiska plattform blev honom undanryckt, och han insåg redan då, hur den internationella socialismen därigenom försvagat sin förmåga att arbeta för fred och folkförbrödring. På kongressen i Rouen 1905 var han huvudtalare för de franska socialistiska grupperna förenade till "det unifierade socialistiska partiet", den franska avdelningen av SFIO, vars chef han blev. 1904 grundade Jaurès tillsammans med Lucien Herr med flera tidningen L' Humanité, vilken blev partiets stora organ. Jaurès verksamhet var därefter nära förknippad med det unifierade partiets, vars talesman i parlamentet och pressen han var.
Särskilt känd blev hans tvådagarsduell med Georges Clemenceau 1906 i deputeradekammaren. Jaurès insåg, att spänningen mellan de europeiska staterna och de militära kapprustningarna riskerade att medföra världskrig, och han försökte undvika ett sådant genom att mobilisera den internationella arbetarrörelsen. In i det sista satte han här sin tillit till den tyska socialdemokratin. Han ivrade för skiljedomstolar och begränsade rustningar, men var samtidigt en varm fosterlandsvän och hävdade nödvändigheten av ett franskt militärt försvar. Dessa sina idéer lade han fram i det berömda arbetet L'armée nouvelle (1911, svensk förkortad översättning 1916). 31 juli 1914, dagen före mobiliseringen, mördades Jaurès av en fanatisk fransk nationalist.
Jaurès har bland annat utgett Les preuves (1900) om Dreyfusaffären, Action socialiste (1899), Études socialistes (1902), Discours parlementaires (1904). Jaurès skrev en ett avsnitt om revolutionernas historia i Histoire socialiste (1901), vars hela redigering leddes av Jaurès.